# Moissey Kogan
Moissey Kogan (russisch Моисей Герцевич Коган Moissej Gerzewitsch Kogan, französisch Moïse Kogan, hebräisch und jiddisch משה כהן הכהן Moshe Kohen HaKohen; * 24. Mai 1879 in Orgejew in Bessarabien; † 3. März 1943 im KZ Auschwitz) war ein russischer jüdischer Medailleur, Bildhauer und Graphiker. Er pendelte zeitlebens zwischen dem Russischen Reich, Deutschland, Paris, dem Tessin und den Niederlanden hin und her. Dieser Lebenswandel hat dazu geführt, dass er keiner nationalen Kunstgeschichte zugerechnet wird, wodurch sein einflussreiches Werk in Vergessenheit geraten ist.

## Leben
Über Moissey (auch Moise oder Moshe) Kogans Elternhaus (sein Vater war Kaufmann) und über seine Schulbildung ist wenig bekannt. Er war handwerklich sehr begabt und hatte seine künstlerischen Fähigkeiten autodidaktisch erworben. 1889 wurde er von Simon Hollósy in der ungarischen Künstlerkolonie Nagybánya unterrichtet. Kogan lebte ab 1903 in München. Er war Schüler der Lehr- und Versuchs-Atelier für angewandte und freie Kunst und bildete sich zeitweilig bei Wilhelm von Rümann in der Akademie der Bildenden Künste München weiter.

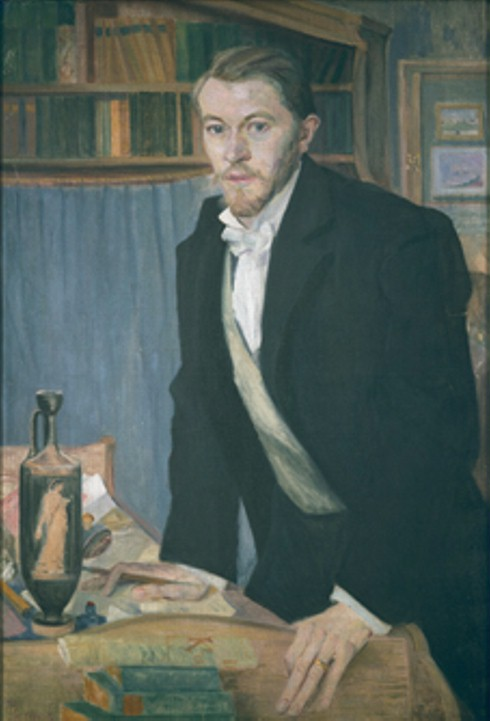
Der Sammler und Mäzen Karl Ernst Osthaus (Abbildung: Gemälde von Ida Gerhardi) war einer der wichtigsten Förderer Kogans

1908 stellte er zum ersten Mal in Paris beim Salon d’Automne aus. Der expressionistischen Künstlergruppe Neue Künstlervereinigung München trat er noch im Gründungsjahr 1909 bei. Der Kunstsammler und Mäzen Karl Ernst Osthaus, der sich auch in späteren Jahren um Kogan bemühte, holte ihn als Lehrer an die Schule des Folkwang-Museums nach Hagen; Kogan blieb nicht lange, zog wieder nach München und anschließend nach Paris. Auf Einladung von Henry van de Velde unterrichtete er kurzzeitig an der Kunstgewerbeschule Weimar. Er führte ein unstetes Leben und wechselte sehr oft seinen Wohnsitz, lebte unter anderem in der Schweiz und in Berlin, wo Max Sauerlandt auf ihn aufmerksam wurde und den in bescheidensten Verhältnissen lebenden Künstler förderte. 1913 erwarb er einige Arbeiten von ihm für das Kunstmuseum Moritzburg Halle (Saale), wo sie 1937 nicht beschlagnahmt wurden und heute Teil der Dauerausstellung „Wege der Moderne“ sind. In den 1920er Jahren konnte man Kogans Werke in Ausstellungen der Künstlergruppe Berliner Secession sehen.
Kogan unterhielt freundschaftliche Beziehungen zu zahlreichen Künstlern, zum Beispiel zu Kandinsky, Jawlensky und Maillol. Er war Mitglied des Pariser Salon d’Automne, war in der Jury tätig und wurde 1925 zum Vizepräsidenten der Bildhauerabteilung gewählt. Von 1925 bis zu seinem Tod wechselte er seinen Aufenthaltsort mehrmals zwischen Paris und den Niederlanden, wo er mit einigen Sammlern und Kunsthändlern befreundet war. Seit 1933 war Kogan in Deutschland als jüdischer Künstler verfemt. 1937 wurden in der Nazi-Aktion „Entartete Kunst“ eine bedeutende Anzahl von Grafiken und Plastiken Kogans aus der Städtischen Kunstsammlung Chemnitz, der Staatlichen Kunstgewerbe-Bibliothek Dresden, dem Museum für Kunst und Heimatgeschichte Erfurt, dem Museum Folkwang Essen, den Kunstsammlungen der Universität Göttingen, dem Städtischen Museum Hagen, dem Museum für Kunst und Gewerbe Hamburg, dem Pfälzischen Gewerbemuseum Kaiserslautern, der Staatlichen Kunsthalle Karlsruhe, dem Kaiser Wilhelm-Museum Krefeld, dem Stadtmuseum Ulm, der Städtischen Bildergalerie Wuppertal-Elberfeld und dem König Albert-Museum Zwickau beschlagnahmt. Fast alle wurden anschließend vernichtet. Einige Graphiken wurden 1937/1938 in der Nazi-Propaganda-Ausstellung „Der ewige Jude“ vorgeführt.
Kogan zog sich immer mehr aus der Öffentlichkeit zurück. Am 22. Februar 1943 wurde er aus Paris deportiert und starb einige Zeit später im Konzentrationslager Auschwitz.
Kogan war Mitglied des Deutschen Künstlerbundes, des Deutschen Werkbundes und des Sonderbundes Düsseldorf. Als Moses Kogan wird er im Tatsachenroman Die Wohlgesinnten von Jonathan Littell erwähnt.

## Werk

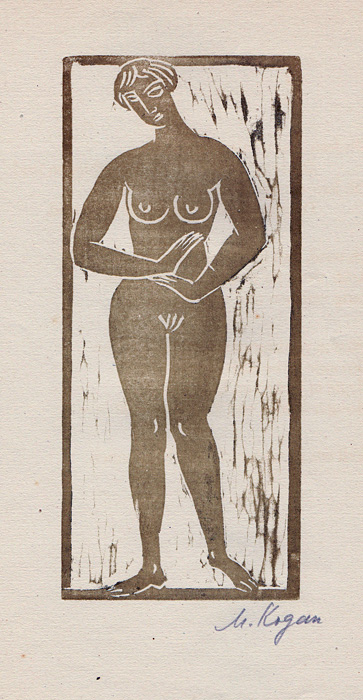
Illustration für das Buch Jizo. Galerie Flechtheim, Berlin 1922

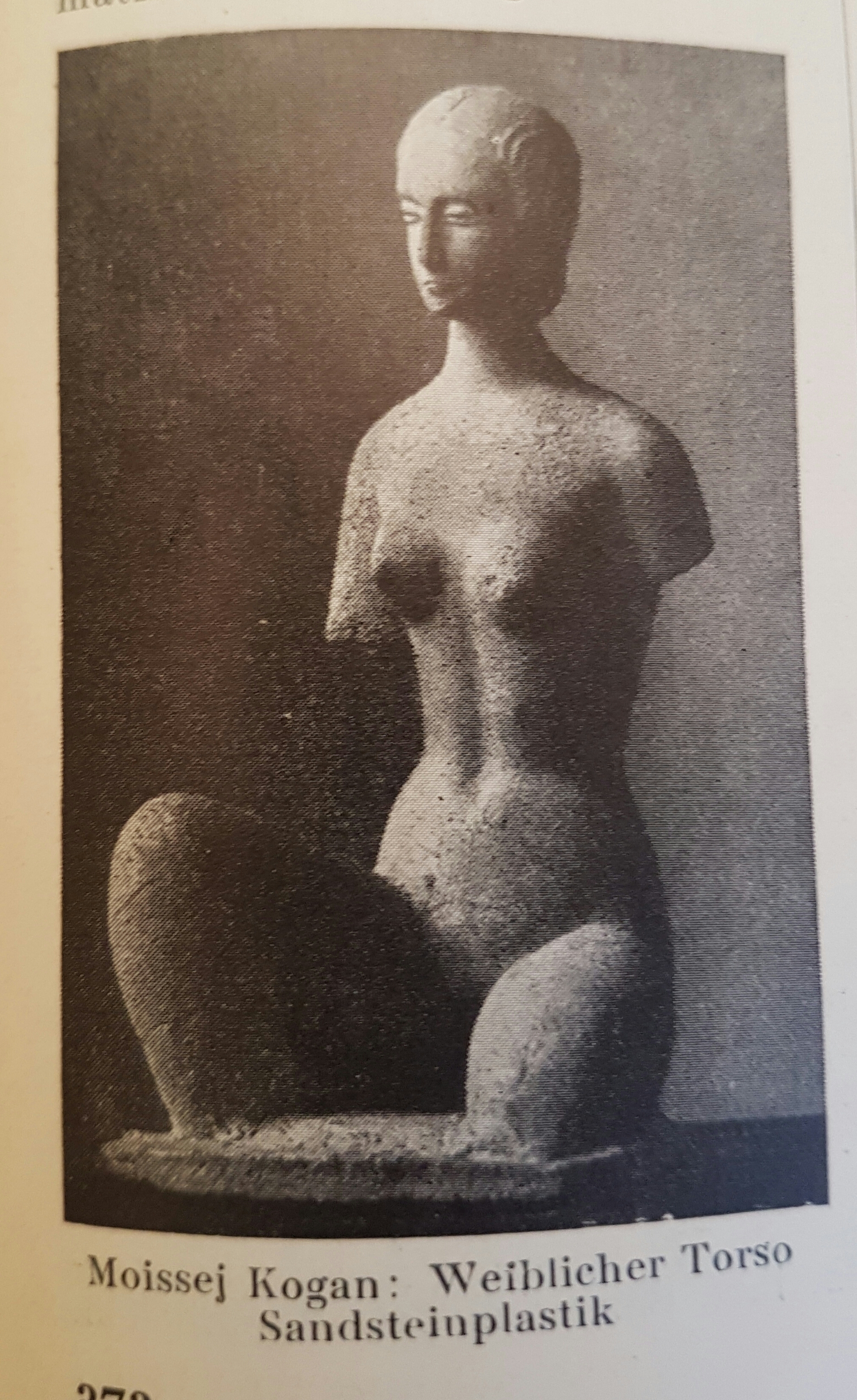
Weiblicher Torso, Sandsteinplastik, Abbildung aus Philo-Lexikon. Handbuch des jüdischen Wissens, 1935

Kogan begann seine künstlerische Tätigkeit mit Gemmen, Medaillen, Plaketten, Vasen, Stickereien und Zeichnungen. Als er in Paris Kontakte zu den Bildhauern Maillol, Rodin und Lehmbruck bekam, wendete er sich der reinen Skulptur zu. Dabei interessierten ihn in erster Linie der weibliche Akt und seine natürliche Anmut. Er schuf hauptsächlich Kleinplastiken und Reliefs im neoklassizistischen Stil. Zunächst war Terrakotta sein bevorzugtes Arbeitsmaterial, später kam Gips dazu. Viele Bronzegüsse unterblieben, da dafür seine finanziellen Mittel nicht ausreichten. Seine Skulpturen waren nicht datiert und das jeweilige Entstehungsjahr ist heute oft nicht mehr feststellbar. Kogan wollte gerne große Skulpturen schaffen, hatte aber keine Auftraggeber, die solche Werke finanzierten; er zeichnete seine Skulpturenentwürfe auf Papier, die er zusammengerollt aufbewahrte. „Die fragile Grazie seiner Figuren, ihre sinnliche und zugleich spirituelle Körpersprache sind von hellenistisch anmutender Heiterkeit. Die innere Unrast, die Kogan zeit seines Lebens umhergetrieben hat, kam in seiner Kunst zur Ruhe. Die stille Welt seiner Akte ist zeitlos und behauptet sich gleichwohl neben den großen Strömungen zeitgenössischer Skulptur.“
In den 1920er Jahren fertigte er zahlreiche Holz- und Linolschnitte und Radierungen an. „Auch Kogans graphische Arbeiten sind ausschließlich der weiblichen Figur gewidmet. Die Bildsprache ist die gleiche wie in den plastischen Arbeiten. Die weichen Konturen und Körperlinien bestimmen die Bildkomposition, nicht selten auf Kosten anatomischer Korrektheit. Selbst expressive Ausdrucksformen meiden alles Kantige und Eckige.“ Bei seinen Zeichnungen arbeitete er mit Kreide, Kohle und Rötelstiften.
Es gab „wohl kaum einen Bildhauer, der sein Werk so wenig gepflegt hat […].“ Kogan „arbeitete irgendwo, hat dann aber seine Koffer gepackt und alles stehen lassen. Einige Arbeiten kennen wir nur, weil ein späterer Benutzer eines Ateliers zufällig auch Bildhauer war, Kogans Negativ-Formen fand und sie gegossen hat. Andere Objekte landeten auf Umwegen in Privatsammlungen. Kogan hatte sie, wie beispielsweise in Amsterdam, auf der Straße verkauft.“ Nach Aussagen des deutsch-französischen Galeristen und Kunsthändlers Daniel-Henry Kahnweiler arbeitete Kogan sehr langsam. „Er hatte selten das fertig, was ein Käufer wollte. Und dann gibt es Probleme für den Kunsthändler.“
Kogans Werke befinden sich in zahlreichen Museen, zum Beispiel im Stedelijk Museum in Amsterdam, im Duisburger Lehmbruck-Museum, in der Kunsthalle Bremen, in der Kunstsammlung des Essener Folkwang Museums, im Kunstmuseum Moritzburg Halle (Saale), im Hamburger Museum für Kunst und Gewerbe, in der Sammlung Haubrich im Museum Ludwig in Köln und in der Städtischen Galerie im Lenbachhaus in München.
Es existieren zwei Werkverzeichnisse des Œuvres von Kogan, die durch neuere Forschung ergänzt werden können. Das Moissey Kogan Catalogue Raisonné of Sculpture & Prints-Projekt ist dabei, ein neues wissenschaftliches Werkverzeichnis des plastischen und grafischen Werk von Kogan sowie eine Monographie zum Leben und Werk des Künstlers vorzubereiten. Neben der akademischen und musealen Forschung zu Kogan sammelt das Das Moissey Kogan Archiv der Europäischen Kulturstiftung in Bonn zu dem Künstler. Es bemüht sich um eine wissenschaftliche Aufarbeitung seines Werkes und um die Erfassung seines schriftlichen Nachlasses.

## Ausstellungen
- 2004: Ernst-Barlach-Haus, Hamburg (Drei Künstlerschicksale)
- 2002: Clemens-Sels-Museum, Neuß
- 2002/2003: Gerhard-Marcks-Haus, Bremen (Retrospektive)
- 1993: Stedelijk Museum, Amsterdam
- 1980: Museum Singer Laren, Laren (NL)
- 1955: Galerie Zak, Paris
- 1929: Galerie von Alfred Flechtheim, Berlin
- 1926: Berliner Secession, Berlin (Ausstellungsbeteiligung)
- 1922: Karl-Ernst-Osthaus-Museum, Hagen
- 1921: Kunstgalerie Bernheim-Jeune, Paris
- 1913: Museum Folkwang, Hagen (Ausstellungsbeteiligung)
- 1912: Deutscher Künstlerbund, Bremen (Ausstellungsbeteiligung)
- 1908: Salon d’Automne, Paris

## Bildbände und Kataloge
- Sebastian Giesen: Freundlich – Gangolf – Kogan. Drei Künstlerschicksale. Ernst-Barlach-Haus, Hamburg 2004, ISBN 3-9807916-9-6.
- Katharina Henkel: Moissey Kogan (1879–1943). Sein Leben und sein plastisches Werk. Ed. GS, Düsseldorf 2002, ISBN 3-921342-65-1.
- Arie Hartog, Kai Fischer, Ingo Trauer: Moissey Kogan: Moissey Kogan (1879–1943). Ruheloser Geist und Gestaltete Anmut. Verein der Freunde und Förderer des Clemens-Sels-Museum, Neuss 2002, ISBN 3-936542-02-3.
- John Rewald (Vorwort): Ausstellungskatalog „Moissey Kogan“. Galerie Zak, Paris 1955.
- Wulf Schadendorf: Museum Behnhaus. Das Haus und seine Räume. Malerei, Skulptur, Kunsthandwerk. (= Lübecker Museumskataloge 3). 2. erweiterte und veränderte Auflage. Museum für Kunst u. Kulturgeschichte d. Hansestadt, Lübeck 1976, S. 138/139, Nr. 277 (Bildnis Elisabeth Stolterfoht (1892–1965), um 1928) und Nr. 278 (Weiblicher Torso, um 1928).
- Gerhart Söhn: Moissey Kogan. Bausteine zu einer Monografie. Edition GS, Düsseldorf 1980, ISBN 3-921342-33-3.
- Karl Witt: Jizo. Bibliophile Buchausgabe mit Holzschnitten von Moissey Kogan. Galerie Flechtheim, Goslar 1922.